# 成立
成立（せいりつ）とは、物事が出来上がる(すなわち成る)ことである。ここでは法律用語における成立について解説する。

## 法律の成立
憲法においては、法律や予算が確定的に完成することを成立という。これは、原則として案を両議院で可決したときで、ごくわずかではあるものの成立の日を起点として法律の施行期日が定められる例もある。

## 法律関係の成立
民法においては当事者間に一定の法律関係が出来上がることを成立といい、婚姻や契約などがこれにあげられる。なお、これらは当事者同士の合意を必要とする。

## 法人の成立
民法では団体及び機関が法律上存在するに至ることも成立という。なお、法人の成立には登記が条件とされている。

## 参考資料
- 法令用語事典(学陽書房、ISBN 4-313-11308-8)